# Campionati europei di tuffi 2025 - Trampolino 3 metri femminile
La gara del trampolino femminile da 3 metri ai campionati europei di tuffi 2025 si è svolta il 27 maggio 2025 presso la Gloria Sports Arena di Antalya. Hanno preso parte alla competizione diciannove atleti

## Risultati

### Qualificazioni
| Pos. | Atleta                   | Punti  | Gap    | Note |
| ---- | ------------------------ | ------ | ------ | ---- |
| 1    | Michelle Luisa Heimberg  | 311.15 |        | Q    |
| 2    | Chiara Pellacani         | 309.75 | 1.40   | Q    |
| 3    | Elisa Pizzini            | 296.20 | 14.95  | Q    |
| 4    | Lena Corona Hentschel    | 285.65 | 25.50  | Q    |
| 5    | Amy Rollinson            | 282.40 | 28.75  | Q    |
| 6    | Aleksandra Bibikina      | 271.75 | 39.40  | Q    |
| 7    | Kseniia Bochek           | 265.10 | 46.05  | Q    |
| 8    | Diana Karnafel           | 258.30 | 52.85  | Q    |
| 9    | Kaja Skrzek              | 252.45 | 58.70  | Q    |
| 10   | Aleksandra Blazowska     | 252.20 | 58.95  | Q    |
| 11   | Jette Muller             | 244.20 | 66.95  | Q    |
| 12   | Caroline Kupka           | 238.35 | 72.80  | Q    |
| 13   | Desharne Bent-Ashmeil    | 232.45 | 78.70  | R    |
| 14   | Else Guurtje Praasterink | 231.40 | 79.75  | R    |
| 15   | Nina Janmyr              | 225.55 | 85.60  |      |
| 16   | Amelie Enya Foerster     | 219.75 | 91.40  |      |
| 17   | Elna Widerstrom          | 206.65 | 104.50 |      |
| 18   | Sude Koprulu             | 204.80 | 106.35 |      |
| 19   | Mariami Shanidze         | 200.25 | 110.90 |      |
| 20   | Tereza Jelinkova         | 197.35 | 113.80 |      |
| 21   | Oona Abbema              | 191.90 | 119.25 |      |
| 22   | Patricia Kun             | 188.50 | 122.65 |      |
| 23   | Laura Valore             | 177.25 | 133.90 |      |
| 24   | Tekle Sharia             | 166.95 | 144.20 |      |
| 25   | Eszter Kovacs            | 143.85 | 167.30 |      |

### Finale
| Pos. | Atleta                  | Punti  | Gap   |
| ---- | ----------------------- | ------ | ----- |
|      | Michelle Luisa Heimberg | 335.10 |       |
|      | Aleksandra Bibikina     | 322.95 | 12.15 |
|      | Lena Corona Hentschel   | 312.70 | 22.40 |
| 4    | Chiara Pellacani        | 300.75 | 34.35 |
| 5    | Kseniia Bochek          | 295.70 | 39.40 |
| 6    | Diana Karnafel          | 295.60 | 39.50 |
| 7    | Elisa Pizzini           | 291.65 | 43.45 |
| 8    | Amy Rollinson           | 285.60 | 49.50 |
| 9    | Jette Muller            | 279.00 | 56.10 |
| 10   | Aleksandra Blazowska    | 259.90 | 75.20 |
| 11   | Kaja Skrzek             | 253.65 | 81.45 |
| 12   | Caroline Kupka          | 245.95 | 89.15 |